# Lino de Carvalho
Lino António Marques de Carvalho (Leiria, Leiria, 4 de outubro de 1946 — Lisboa, 10 de junho de 2004) foi um político português.

## Biografia
Técnico oficial de contas de profissão, aderiu ao Partido Comunista Português em 1969. Nesse mesmo ano visitou a URSS. Foi preso duas vezes pela PIDE, em 1971 e em 1974. Foi candidato, pelo Movimento Democrático Português, nas eleições para a Assembleia Constituinte, em 1975. Entre 1987 e 2004 foi deputado à Assembleia da República, pelo Círculo Eleitoral de Évora. Foi vice-presidente da Assembleia da República, membro da Assembleia Parlamentar do Conselho da Europa, vice-presidente do Grupo Parlamentar do PCP e deputado na Assembleia Municipal de Évora. Foi distinguido com o prémio de Melhor Deputado, pela Associação de Jornalistas Parlamentares, em 2003. Defensor da Reforma Agrária, foi vice-presidente da Federação Nacional de Cooperativas Agrícolas de Produção e membro da Comissão Organizadora das doze Conferências da Reforma Agrária. Publicou Reforma Agrária - da utopia à realidade (2004), Um Marco no Caminho da Liberdade (2000) e foi co-autor de As Cooperativas em Questão (1972).

### Condecorações[1]
- Comendador da Ordem Real da Estrela Polar da Suécia (22 de Janeiro de 1991)